# Régi Magyar Költők Tára
A Régi Magyar Költők Tára (RMKT) egy magyar irodalomtörténeti könyvsorozat volt, amely 1877 és 1937 között XVIII. század előtti magyar költészeti alkotásokat bocsátott közre.

## Története
A sorozat Gyulai Pál 1871-es indítványa nyomán, a Magyar Tudományos Akadémia közreműködésével indult meg. Bár a sorozat szerkesztésével az öreg irodalomtörténészt, Toldy Ferencet bízta az Akadémia, azonban az anyagi források előteremtésének elhúzódása miatt csak 1877-ben jelenhetett meg az első kötet – Toldy Ferenc pedig még 1875-ben elhunyt. A sorozat egyes kötetei végül Szilády Áron, később Badics Ferenc szerkesztésében jelentek meg. A sorozatban a középkori, XVI. századi, és XVII. századi ismert és kevésbé ismeret magyar költészeti kincsei jelenhettek meg. A sorozat az első világháború után is folytatódott, és csak 1937-ben szűnt meg.
Napjainkban a teljes sorozat költségtérítéses módon az Arcanum adatbázisából, ingyenesen pedig – részlegesen – a Magyar Elektronikus Könyvtár és a REAL-EOD adatbázisokban kutatható.

## Az első sorozat részei (1877–1937)
A sorozat részei a következő kötetek voltak:
- Középkori magyar költői maradványok - Régi magyar költők tára 1. (Budapest, 1877)
- Középkori magyar verseink 2. kiad. - Régi magyar költők tára 1. (Budapest, 1921)
- XVI. századbeli magyar költők művei 2. kötet 1527-1546 - Régi magyar költők tára 2. (Budapest, 1880)
- Szilády Áron: Tinódi Sebestyén összes művei 1540-1555 - Régi magyar költők tára 3. (Budapest, 1881)
- XVI. századbeli magyar költők művei 4. kötet 1540-1575 - Régi magyar költők tára 5. (Budapest, 1883)
- XVI. századbeli magyar költők művei 5. kötet 154?-1560 - Régi magyar költők tára 5. (Budapest, 1886)
- XVI. századbeli magyar költők művei 6. kötet 1545-1559 - Régi magyar költők tára 7. (Budapest, 1896)
- XVI. századbeli magyar költők művei 6. kötet 1560-1566 - Régi magyar költők tára 7. (Budapest, 1912)
- XVI. Századbeli magyar költők művei 7. kötet 1566-1577 - Régi magyar költők tára 8. (Budapest, 1930)
- Gyöngyösi István: Gyöngyösi István Összes Költeményei 1. kötet Közzét. Badics Ferenc - Régi magyar költők tára 9. (Budapest, 1914)
- Gyöngyösi István: Gyöngyösi István Összes költeményei 2. kötet Közzét. Badics Ferenc - Régi magyar költők tára 10. (Budapest, 1921)
- Gyöngyösi István: Gyöngyösi István Összes Költeményei 3. kötet Közzét. Badics Ferenc - Régi magyar költők tára (Budapest, 1935)
- Gyöngyösi István: Gyöngyösi István Összes Költeményei 4. kötet Közzét. Badics Ferenc - Régi magyar költők tára 11. (Budapest, 1937)

## A sorozat folytatása az 1960-as évektől
Az 1960-as évektől újraindult a sorozat, és több új kötete jelent meg:

### XVI. század
Régi Magyar Költők Tára: XVI. századbeli magyar költők művei, közzéteszi Szilády Áron, Horváth Cyrill, Dézsi Lajos, (a 9. köt.) szerk. Varjas Béla, (az Új folyam, 10. köt.-től) sorozatszerk. Szentmártoni Szabó Géza, Bp., MTA (1–8. köt.), Akadémiai (9. köt.), Akadémiai–Balassi (10. köt.), Akadémiai–Orex (11. köt.), Balassi (12. köt.), 1877–1930, 1990–
- Régi magyar költők tára, IX: XVI. századbeli magyar költők művei, 1567–1577 (Valkai András, Görcsöni Ambrus, Majssai Benedek, Gergelyi Albert, Huszti Péter énekei, Eurialus és Lucretia históriája, Telamon históriája, Bogáti Fazakas Miklós folytatása Görcsöni Ambrus históriájához), szerk. Varjas Béla, kiad. Horváth Iván, Lévay Edit, Orlovszky Géza, Stoll Béla, [Szentmártoni] Szabó Géza, Varjas Béla, Bp., Akadémiai Kiadó, 1990, 639 + [8] l.
- Régi magyar költők tára, új folyam, X: XVI. századbeli magyar költők művei (Czobor Mihály [?]: Theagenes és Chariclia), kiad. Kőszeghy Péter, Bp., Akadémiai Kiadó–Balassi Kiadó, 1996, 419 l.
- Régi magyar költők tára, új folyam, XI: XVI. századbeli magyar költők művei, Kozárvári Mátyás, Decsi Gáspár, Decsi Mihály, Tolnai Fabricius Bálint, Pécsi János, Murád dragomán (Somlyai Balázs), Szepesi György, Vajdakamarási Lőrinc, Skaricza Máté, Zombori Antal, Tardi György, Tasnádi Péter, Hegedűs Márton, Moldovai Mihály és ismeretlen szerzők énekei 1579–1588, kiad. Ács Pál, Bp., Akadémiai Kiadó–Orex Kiadó, 1999, 541 + [20] l.
- Régi magyar költők tára, új folyam, XII: XVI. századbeli magyar költők művei, 1587–1600 (Illyefalvi István, Cserényi Mihály, Csáktornyai Mátyás, Póli István, Beythe István, Baranyai Decsi János, Ceglédi Nyíri János, Munkácsi János és ismeretlen szerzők históriái, Telegdy Kata verses levele, Fortuna sorsvetőkönyv, naptárversek), kiad. Orlovszky Géza, Bp., Balassi Kiadó, 2004, 812 l.
- Régi magyar költők tára, új folyam, XIII/A: XVI. századbeli magyar költők művei. Bogáti Fazakas Miklós históriás énekei és bibliai parafrázisai (Énekek éneke, mózesi diadalversek, Jób könyve), 1575–1598, kiad. Ács Pál, Etlinger Mihály, Pap Balázs, Szatmári Áron, Szentmártoni Szabó Géza, Zsupán Edina, Bp., Balassi Kiadó, 2018, 512 + [29] l.

### XVII. század
Régi Magyar Költők Tára: XVII. század, szerk. Klaniczay Tibor (1–3. köt.), Stoll Béla (4–10. és 12–15. köt.), Stoll Béla és Varga Imre (11. köt.), Jankovics József (16. köt.-től), Bp., Akadémiai (1–14. köt.), Argumentum–Akadémiai (15. köt.), Balassi (16. köt.-től), 1959–
- Régi magyar költők tára: XVII. század, 1, A tizenöt éves háború, Bocskay és Báthori Gábor korának költészete, kiad. Bisztray Gyula, Klaniczay Tibor, Nagy Lajos, Stoll Béla, Bp., Akadémiai Kiadó, 1959, 678 l. + 16 t.
- Régi magyar költők tára: XVII. század, 3, Szerelmi és lakodalmi versek, kiad. Stoll Béla, Bp., Akadémiai Kiadó, 1961, 751 l. + 8 t.
- Régi magyar költők tára: XVII. század, 2, Pécseli Király Imre, Miskolczi Csulyak István és Nyéki Vörös Mátyás versei, kiad. Jenei Ferenc, Klaniczay Tibor, Kovács József, Stoll Béla, Bp., Akadémiai Kiadó, 1962, 537 l. + 12 t.
- Régi magyar költők tára: XVII. század, 4, Az unitáriusok költészete, kiad. Stoll Béla, Tarnóc Márton, Varga Imre, Bp., Akadémiai Kiadó, 1967, 719 l. + 8 t.
- Régi magyar költők tára: XVII. század, 5, Szombatos énekek, kiad. Varjas Béla, Bp., Akadémiai Kiadó, 1970, 616 l. + 8 t.
- Régi magyar költők tára: XVII. század, 6, Szenci Molnár Albert költői művei, kiad. Stoll Béla, Bp., Akadémiai Kiadó, 1971, 531 l.
- Régi magyar költők tára: XVII. század, 7, Katolikus egyházi énekek 1608–1651, kiad. Holl Béla, Bp., Akadémiai Kiadó, 1974, 726 l. + 8 t.
- Régi magyar költők tára: XVII. század, 8, Bethlen Gábor korának költészete, kiad. Komlovszki Tibor, Stoll Béla, Bp., Akadémiai Kiadó, 1976, 651 l.
- Régi magyar költők tára: XVII. század, 9, A két Rákóczi György korának költészete 1630–1660, kiad. Varga Imre, Bp., Akadémiai Kiadó, 1977, 795 l. + 8 t.
- Régi magyar költők tára: XVII. század, 10, Az 1660-as évek költészete 1661–1671, kiad. Varga Imre, Bp., Akadémiai Kiadó, 1981, 827 l. + 8 t.
- Régi magyar költők tára: XVII. század, 11, Az első kuruc mozgalmak korának költészete 1672–1686, kiad. Varga Imre, Bp., Akadémiai Kiadó, 1986, 937 l. + 8 t.
- Régi magyar költők tára: XVII. század, 12, Madách Gáspár, egy névtelen, Beniczky Péter, gróf Balassa Bálint, Listius László, Esterházy Pál és Fráter István versei, kiad. Varga Imre, Cs. Havas Ágnes, Stoll Béla, Bp., Akadémiai Kiadó, 1987, 837 l. + 10 t.
- Régi magyar költők tára: XVII. század, 13, Szentpáli N. Ferenc, Felvinczi György, Pápai Páriz Ferenc és Tótfalusi Kis Miklós versei, kiad. Varga Imre, Bp., Akadémiai Kiadó, 1988, 682 l. + 8 t.
- Régi magyar költők tára: XVII. század, 14, Énekek és versek 1686–1700, kiad. Jankovics József, Bp., Akadémiai Kiadó, 1991, 980 l. + 4 t.
- Régi magyar költők tára: XVII. század, 15, Katolikus egyházi énekek (1660-as, 1670-es évek), B, Jegyzetek, írta Holl Béla, Bp., Argumentum Kiadó–Akadémiai Kiadó, 1992, 581 l.
- Régi magyar költők tára: XVII. század, 15, Katolikus egyházi énekek (1660-as, 1670-es évek), A, Szövegek, kiad. Stoll Béla, Bp., Argumentum Kiadó–Akadémiai Kiadó, 1992, 856 l.
- Régi magyar költők tára: XVII. század, 16, Rozsnyai Dávid, Koháry István, Petrőczy Kata Szidónia és Kőszeghy Pál versei, kiad. Komlovszki Tibor, S. Sárdi Margit, Bp., Balassi Kiadó, 2000, 725 l.
- Régi magyar költők tára: XVII. század, 17, Evangélikus és református gyülekezeti énekek (1601–1700), szerk., jegyz. H. Hubert Gabriella, a szövegeket kiad. Vadai István, a dallamokat kiad. Ecsedi Zsuzsanna, Bp., Balassi Kiadó, 2016, 1222 l.

### XVIII. század
Régi Magyar Költők Tára: XVIII. század, sorozatszerk. Bíró Ferenc (1–6. köt.), Bíró Ferenc, Debreczeni Attila (7–8. köt.), Bíró Ferenc, Csörsz Rumen István, Debreczeni Attila (9. köt.-től), Bp., Balassi (1–7. köt), Universitas (8. köt.-től), 1996–
- Péczeli József, Henriás (1792), kiad. Vörös Imre, Bp., Balassi Kiadó, 1996 (Régi Magyar Költők Tára: XVIII. század, 1), 282 l.
- Kazinczy Ferenc Összes költeményei, kiad. Gergye László, Bp., Balassi Kiadó, 1998 (Régi Magyar Költők Tára: XVIII. század, 2), 457 l.
- Vályi Nagy Ferenc, Ódák Horátz’ mértékeinn (1807), kiad. Sobor András, Bp., Balassi Kiadó, 1999 (Régi Magyar Költők Tára: XVIII. század, 3), 280 l.
- Közköltészet, 1: Mulattatók, kiad. Küllős Imola, munkatárs Csörsz Rumen István, Bp., Balassi Kiadó, 2000 (Régi Magyar Költők Tára: XVIII. század, 4), 602 l.
- Szentjóbi Szabó László Összes költeményei, kiad. Debreczeni Attila, Bp., Balassi Kiadó, 2001 (Régi Magyar Költők Tára: XVIII. század, 6), 206 l.
- Toth István Költői művei, kiad. Orlovszky Géza, Bp., Balassi Kiadó, 2001 (Régi Magyar Költők Tára: XVIII. század, 5), 311 l.
- Amade László Versei, kiad. Ajkay Alinka, Schiller Erzsébet, Bp., Balassi Kiadó, 2004 (Régi Magyar Költők Tára: XVIII. század, 7), 480 l.
- Közköltészet, 2: Társasági és lakodalmi költészet, kiad. Csörsz Rumen István, Küllős Imola, Bp., Universitas Kiadó, 2006 (Régi Magyar Költők Tára: XVIII. század, 8), 756 l.
- Ungvárnémeti Tóth László Művei, sajtó alá rendezte Merényi Annamária, Tóth Sándor Attila, a görög szövegeket gondozta Bolonyai Gábor, Bp., Universitas Kiadó, 2008 (Régi Magyar Költők Tára: XVIII. század, 9), 801 l.
- Dayka Gábor Összes művei, sajtó alá rendezte Balogh Piroska, Bódi Katalin, Szép Beáta, Tasi Réka, Bp., Universitas Kiadó, 2009 (Régi Magyar Költők Tára: XVIII. század, 10), 698 l.
- Ráday Gedeon, Földi János Összes versei, sajtó alá rendezte Borbély Szilárd, Bp., Universitas Kiadó, 2009 (Régi Magyar Költők Tára: XVIII. század, 11), 544 l.
- Virág Benedek’ Poétai munkáji, kiad. Porkoláb Tibor, Bp., Universitas Kiadó, 2011 (Régi Magyar Költők Tára: XVIII. század, 12), 316 l.
- Barátságos mulatozások: Episztolagyűjtemények az 1770–1780-as évekből, kiad. Labádi Gergely, Bp., Universitas Kiadó, 2012 (Régi Magyar Költők Tára: XVIII. század, 13), 592 l.
- Közköltészet, 3, A társadalmi élet költészete: 3/A, Történelem és társadalom, kiad. Csörsz Rumen István, Küllős Imola, Bp., Universitas Kiadó–EditioPrinceps Kiadó, 2013 (Régi Magyar Költők Tára: XVIII. század, 14), 694 l.
- Közköltészet, 3, A társadalmi élet költészete: 3/B, Közerkölcs és egyéni sors, kiad. Csörsz Rumen István, Küllős Imola, Bp., Universitas Kiadó, 2015 (Régi Magyar Költők Tára: XVIII. század, 15), 594 l.
- Pálóczi Horváth Ádám Verses kiadványai (1787–1796), kiad. Tóth Barna, a latin szövegeket ford. Lengyel Réka, Bp.–Debrecen, Universitas Kiadó–Debreceni Egyetemi Kiadó, 2015 (Régi Magyar Költők Tára: XVIII. század, 16), 965 l.
- Verseghy Ferenc Összes költeményei, I, Szövegek; II, Jegyzetek, kiad. Hovánszki Mária, Debrecen, Debreceni Egyetemi Kiadó, 2021 (Régi magyar költők tára: XVIII. század, 18), 1112, 820 l.

## Kiegészítő részek
Bizonyos értelemben a sorozathoz kapcsolódik még két kisebb sorozat, amely azonos kiadóknál azonos időkeretet felölelve jelenteti meg a korszak nem költészeti alkotásait:

### Régi Magyar Prózai Emlékek (RMPE)
Régi Magyar Prózai Emlékek, szerk. Tolnai Gábor (1–8. köt.), Tarnai Andor (9–10. köt.), Bp., Akadémiai (1–8. köt.), Akadémiai–Balassi (9. köt.), Balassi (10. köt.), 1968–
- Szepsi Csombor Márton Összes művei, kiad. Kovács Sándor Iván, Kulcsár Péter, bev. Kovács Sándor Iván, Bp., Akadémiai Kiadó, 1968 (Régi Magyar Prózai Emlékek, 1), 663 l. + 8 t.
- Laskai János Válogatott művei: Magyar Iustus Lipsius, kiad., bev., jegyz. Tarnóc Márton, Bp., Akadémiai Kiadó, 1970 (Régi Magyar Prózai Emlékek, 2), 502 l. + 6 t.
- Kecskeméti Alexis János Prédikációs könyve (Dániel próféta könyvének magyarázata) (1621), kiad., jegyz. Szuromi Lajos, bev. Gombáné Lábos Olga, Bp., Akadémiai Kiadó, 1974 (Régi Magyar Prózai Emlékek, 3), 855 l.
- Szenci Molnár Albert, Discursus de summo bono (Értekezés a legfőbb jóról) (1630), kiad., bev., jegyz. Vásárhelyi Judit, Bp., Akadémiai Kiadó, 1975 (Régi Magyar Prózai Emlékek, 4), 537 l.
- Válaszúti György, Pécsi disputa, kiad. Németh S. Katalin, bev., jegyz. Dán Róbert, Bp., Akadémiai Kiadó, 1981 (Régi Magyar Prózai Emlékek, 5), 792 l. + 3 t.
- Bethlen Miklós Levelei (1657–1716), I–II, kiad., bev., jegyz. Jankovics József, Bp., Akadémiai Kiadó, 1987 (Régi Magyar Prózai Emlékek, 6), 1491 l. + 4 t.
- Egy erdélyi gróf a felvilágosult Európában: Teleki József utazásai 1759–1761, kiad., bev., jegyz. Tolnai Gábor, Bp., Akadémiai Kiadó, 1987 (Régi Magyar Prózai Emlékek, 7), 391 l.
- Faludi Ferenc Prózai művei, I–II, kiad. Vörös Imre, Uray Piroska, Bp., Akadémiai Kiadó, 1991 (Régi Magyar Prózai Emlékek, 8), 1171 l. + 6 t.
- Hermányi Dienes József Szépprózai munkái, kiad., bev., jegyz. S. Sárdi Margit, Bp., Akadémiai Kiadó–Balassi Kiadó, 1992 (Régi Magyar Prózai Emlékek, 9), 715 l. + 3 mell.
- Római szerzők 17. századi magyar fordításai, szerk. Kecskeméti Gábor, kiad., jegyz. Bartók István, Borzsák István, Erdélyi Lujza, Kecskeméti Gábor, előszó Havas László, utószó Kecskeméti Gábor, Bp., Balassi Kiadó, 1993 (Régi Magyar Prózai Emlékek, 10), 827 l.

### Régi Magyar Drámai Emlékek (RMDE)
Régi Magyar Drámai Emlékek, sorozatszerk. Kilián István, Varga Imre (1–3. köt.), Kilián István, Pintér Márta Zsuzsanna, Varga Imre (4. köt.-től), Bp., Akadémiai (1–3. köt.), Argumentum–Akadémiai (4. köt.-től), 1989–
- Protestáns iskoladrámák, I–II, kiad. Varga Imre, Bp., Akadémiai Kiadó, 1989 (RMDE XVIII/1), 1539 l. + 10 t.
- Minorita iskoladrámák, kiad. Kilián István, Bp., Akadémiai Kiadó, 1989 (RMDE XVIII/2), 958 l.
- Pálos iskoladrámák, királyi tanintézmények, katolikus papneveldék színjátékai, kiad. Varga Imre, Bp., Akadémiai Kiadó, 1990 (RMDE XVIII/3), 609 l.
- Jezsuita iskoladrámák, I, Ismert szerzők, kiad. Alszeghy Zsoltné, Czibula Katalin, Varga Imre, Bp., Argumentum Kiadó–Akadémiai Kiadó, 1992 (RMDE XVIII/4/1), 990 l.
- Jezsuita iskoladrámák, II, Ismeretlen szerzők, programok, színlapok, szerk. Varga Imre, kiad. Alszeghy Zsoltné, Berecz Ágnes, Keresztes Attila, Kiss Katalin, Knapp Éva, Varga Imre, Bp., Argumentum Kiadó–Akadémiai Kiadó, 1995 (RMDE XVIII/4/2), 1105 l.
- Piarista iskoladrámák, I, kiad. Demeter Júlia, Kilián István, Kiss Katalin, Pintér Márta Zsuzsanna, Bp., Argumentum Kiadó–Akadémiai Kiadó, 2002 (RMDE XVIII/5/1)
- Piarista iskoladrámák, II, kiad. Czibula Katalin, Demeter Júlia, Kilián István, Pintér Márta Zsuzsanna, Bp., Argumentum Kiadó–Akadémiai Kiadó, 2007 (RMDE XVIII/5/2), 1227 l.
- Ferences iskoladrámák, I, Csíksomlyói passiójátékok 1721–1739, szerk., kiad. Demeter Júlia, Kilián István, Pintér Márta Zsuzsanna, Bp., Argumentum Kiadó–Akadémiai Kiadó, 2009 (RMDE XVIII/6/1), 940 l.
- Kollégiumi drámagyűjtemények, szerk. Demeter Júlia, kiad. Czibula Katalin, Demeter Júlia, Pintér Márta Zsuzsanna, Bp., Argumentum Kiadó, 2015 (RMDE XVIII/7), 1110 l.